# مايكل هارت (مغني)
مايكل هارت (بالإنكليزية: Michael Heart، واسمه سابقاً عند الولادة أنس علّاف)  هو مغنٍ أمريكي من أصل سوري. بدأ العزف على البيانو والقيثارة في سن العاشرة. بعد ذلك بدأ في كتابة نصوص الأغاني، ثم تقدم في نهاية المطاف نحو التسجيل. انتقل إلى لوس انجلس بعد حصوله على شهادة الهندسة الصوتية عام 1990 وأمضى 18 سنة في العمل في الأستديوهات المحلية كعازف قيثارة ومهندس صوت ومنتج للأغاني.

## أعماله
عمل في ذلك الوقت مع فنانين مثل براندي، ويل سميث، توتو، ناتالي كول، The Temptations، فيل كولينز، باتي لابيل، The Pointer Sisters، Earth Wind & Fire، ريكي لي جونز، لو راولز، جيسي مكارتني، هيلاري داف، جيسيكا سيمبسون، جنيفر بايج، ال جارو، K-Ci & Jojo، ديبورا كوكس مونيكا، تايلور داين، كيكو ماتسوي، ستيف نيفيس، لويس ميغيل وتوركان.
إجادة مايكل للغة الفرنسية كانت عاملا مساعدا لعمله في الاستوديو مع فنانين مثل (Calogero (The Charts، ومارك لافوان وفيرونيك سانسون.
كما تضمنت المشاريع الأخرى العمل مع المنتجين رودني جيركينس، وفيليب سايس وديفيد فوستر. وعلى معظم هذه التسجيلات يتم ذكر مايكل باسم "Annas Allaf" رومنة «أنس علاّف».
على الرغم من أن معظم أعمال مايكل كانت عمل التسجيلات في الاستوديوهات، لكنه قام بعض الجولات الفنية (لا سيما في وقت مبكر من التسعينات، حين قام بجولة بوصفه عازف جيتار للفلامنكو ضمن ثلاثي فني مع خوان مانويل كانيزاريس).
وقد جال وسجل أيضا مع فرقة Jango للجاز السلس.
وفي الآونة الأخيرة قام بالاشتراك في بث اذاعى مباشر في البرنامج الإذاعي مارك وبراين (محطة لوس انجلس الإذاعية للروك، "95.5 KLOS").
في يناير من عام 2009، كتب مايكل ولحن أغنية عن الحالة المروعة للشعب الفلسطيني في غزة بعنوان «لن نخضع» أو «لن نركع» (بالإنجليزية: We will not go down)‏.

## الترجمة العربية لكلمات أغنية «لن نخضع»
لن نخضع
وميض أبيض يعمي الابصار
اضاء سماء غزة الليلة
الناس يركضون باحثين عن غطاء
لا يعرفون ان كانوا احياء ام اموات
قد جاءوا بدباباتهم وطائراتهم
بلهب مشتعل مدمر
لا شيء يبقى
إلا صوت يعلو من بين ضباب الدخان
لن نخضع في هذا الليل
بدون قتال
يمكنكم حرق مساجدنا ومنازلنا
ومدارسنا
لكن أرواحنا لن تموت ابدا
لن نخضع في غزة الليلة
النساء والاطفال على حد سواء
يقتلون ويذبحون ليلة بعد ليلة
بينما القادة المزعومون في البلاد البعيدة
يتجادلون حول من المخطئ ومن المصيب
لكن كلماتهم الضعيفة ذهبت هباء
والقنابل ما زالت تسقط كالمطر الحمضي
ومن بين الدموع والدماء والآلام
مازلت تسمع نفس الصوت
من بين ضباب الدخان
لن نخضع في هذا الليل
بدون قتال
يمكنكم حرق مساجدنا ومنازلنا
ومدارسنا
لكن أرواحنا لن تموت ابدا
لن نخضع في غزة الليلة

### وصلات خارجية
- الموقع الرسمي لمايكل هارت.
- صفحة مايكل هارت على فايسبوك.
- أغنية لن نخضع على موقع يوتيوب (مع ترجمة عربيَّة) على يوتيوب